# Selenocephalus conspersus
Selenocephalus conspersus är en insektsart som beskrevs av Herrich-schaeffer 1834. Selenocephalus conspersus ingår i släktet Selenocephalus och familjen dvärgstritar. Inga underarter finns listade i Catalogue of Life.